# Wissenschaftsdidaktik

Denkfigur des didaktischen Dreiecks – bezogen auf Wissenschaftsdidaktik (Reinmann, 2022, S. 280)

Die Wissenschaftsdidaktik beschäftigt sich mit der Frage, wie (Fach-)Wissenschaften gelehrt und gelernt werden können. Sie ist eine besondere Form der Didaktik für Hochschulen, in der die Wissenschaft selbst zum Thema gemacht wird, weswegen sie auch als Metawissenschaft bezeichnet wird. Im deutschsprachigen Raum ist diese Form von Didaktik weitaus weniger bekannt und verbreitet als Hochschuldidaktik. Erste Überlegungen zur Wissenschaftsdidaktik stammen aus der Zeit der deutschen Hochschulreformen in den 1960er und 1970er Jahren, sind aber weitgehend folgenlos geblieben. Seit den 2010er Jahren wird wieder stärker an dem Thema gearbeitet, wie insbesondere mehrere von Gabi Reinmann und Rüdiger Rhein herausgegebenen Sammelbände Wissenschaftsdidaktik zeigen. Noch hat sich die Wissenschaftsdidaktik allerdings weder auf eine klare Definitionen noch auf eindeutige Abgrenzungen zu anderen Formen von Didaktik verständigt.

## Begriff
In der Wissenschaftsdidaktik wird Wissenschaft selbst zum Gegenstand der akademischen Auseinandersetzung. Sie rückt die Vermittlung von Forschung, (Hochschullehre-)Lehre und Studieren bzw. Studium in den Fokus der Aufmerksamkeit. Wissenschaftsdidaktik kann als eine kritische Reflexion über Wissenschaft selbst in Zusammenhang mit ihrer Mitteilung und Kommunikation betrachtet werden, die sich an Studierende als Spezialfall, aber auch an andere Zielgruppen wie z. B. das Fachkollegium oder auch Laien aus der interessierten Öffentlichkeit richtet. Diese Perspektive geht auf Hartmut von Hentig und Ludwig Huber zurück, die sich im deutschsprachigen Raum in den 1970er und 1980er Jahren erstmalig mit dem Begriff beschäftigten. Ihnen zufolge befasst sich Wissenschaftsdidaktik mit dem der Wissenschaft inhärenten didaktischen Moment, das sich aus dem engen Verhältnis zwischen Erkenntnis und Kommunikation ergibt.
Wissenschaftsdidaktik ist von der Einsicht geleitet, dass ein Nachdenken über die Vermittlung und für den Erwerb wissenschaftlicher Erkenntnis und Haltung unmittelbar mit der wissenschaftlichen Arbeit verbunden ist (Didaktik als Bestandteil von Wissenschaft). Dabei muss die didaktische Reflexion immer auch aus einer fachspezifischen Perspektive betrachtet werden.

Nach Ludwig Huber ist Wissenschaftsdidaktik deswegen der Teil der Wissenschaft, der sich mit der Vermittlung und Reflexion von wissenschaftlichem Wissen beschäftigt. Er versteht darunter
„die systematische Reflexion und Erforschung der Ziele und Bedingungen sowie der Strukturierung der Wissenschaften im Hinblick auf ihre verschiedenen Funktionen, denen sie dienen; sie untersucht im besonderen die Rückwirkung der Vermittlungsstrukturen auf die Orientierung und Strukturierung der Forschung selbst […] und die Möglichkeiten der Verständigung der Wissenschaften untereinander.“
Vor diesem Hintergrund hat die Wissenschaftsdidaktik (mindestens) eine Doppelfunktion: Einerseits untersucht sie den Einfluss des Wissenschaftssystems auf Lehre, Forschung und Studieren. Andererseits geht es ihr um die Vermittlung in die und Funktion für die Gesellschaft und Fachgemeinschaft.
Fragen rund um die Vermittlung sind Ludwig Huber zufolge eigentlich Fragen an das Fach, „als Fragen, die zur Reflexion und Diskussion seiner Grundlagen, seiner Strukturen und Praktiken und letztlich seines Sinns herausfordern.“
Die Wissenschaftsdidaktik betrachtet die Hochschuldidaktik als Wissenschaft und greift auf verschiedene disziplinäre Grundlagen zurück, darunter Wissenschaftsphilosophie, Erkenntnistheorie, Wissenschaftsgeschichte, Wissenssoziologie, Pädagogik, aber auch speziellere Felder wie etwa die Diskursanalyse.
Eine wissenschaftsdidaktische Auseinandersetzung findet in unterschiedlichen Bereichen, Themenfeldern und Forschungszusammenhängen statt:
- Theoretische Grundlagen und historische Entwicklung
- Reflexion und Praxis der Wissenschaftskritik
- Verständigung und Aneignung von wissenschaftlichem Handeln
- Reflexive und forschungsbasierte Praktiken (z. B. Scholarship of Teaching and Learning (SoTL), Design-based Research)
- Fachspezifische Ansätze und Herausforderungen (z. B. Discipline-Based Educational Research)
- Abgrenzung von Wissenschaftsdidaktik von anderen verwandten Ansätzen und im internationalen Diskurs der Forschung
- Wissenschaftsdidaktik auf sich selbst bezogen: Wissenschaftsdidaktik für die Wissenschaftsdidaktik

## Abgrenzung zu alternativen Begriffen von Didaktik
Eine pragmatische Sichtweise auf Hochschuldidaktik zielt direkt auf die Verbesserung von Hochschullehre, ohne sich mit deren Kontextbedingungen, Voraussetzungen, Definition und Folgen länger aufzuhalten.
Hochschuldidaktik als Theorie der Bildung und Ausbildung fokussiert die Institution Hochschule. Ihr Thema sind die Prozesse der Hochschullehre, also des Lehrens von Wissenschaft, wobei sie insbesondere zu verstehen versucht, welche Anforderungen und Handlungsmöglichkeiten für die Gestaltung von Lehr-Lernsituationen in der Wissenschaft kennzeichnend sind. Eine besondere Herausforderung liegt beispielsweise darin, dass Lehrende an Universitäten selten und nicht umfassend für die Lehre ausgebildet sind, sondern sich für diese zunächst als Forscher qualifizieren.
Fachdidaktiken beschäftigen sich mit der Vermittlung eines einzigen Fachs, meist eines Schulfachs. Ihr Gegenstand sind fachspezifische Lern- und Lehrprozesse. In der Hochschullehre wird meist von fachspezifischer Hochschuldidaktik gesprochen.
Wissenschaftsdidaktik ist stärker mit der wissenschaftlichen Arbeit integriert, da sie die spezielle Perspektive von Wissenschaft aufklärt, vermittelt und reflektiert bzw. kritisiert. Hartmut von Hentig und Ludwig Huber haben betont, dass Wissenschaft immer ein didaktisches Moment besitzt, da sie ohne Mitteilung ihrer Erkenntnissen an andere, ohne Veröffentlichung nicht denkbar ist. Darüber hinaus hebt Hartmut von Hentig heraus, dass dabei Erkenntnis und Lernen wechselseitig verbunden sind (z. B. Wissen muss erlernt und gelehrt werden). Wissenschaftsdidaktik als kritische Reflexion über Wissenschaft selbst ist damit mit der Kommunikation an Studierende, Laien der interessierten Öffentlichkeit und Fachkollegium interessiert. Der Gegenstand der Wissenschaftsdidaktik reicht also über die Hochschule hinaus.

## Wissenschaftsdidaktische Forschung und Abgrenzung zu anderweitiger didaktischer Forschung
Wissenschaftsdidaktische Forschung kann unter anderem in der (Hochschul-)Bildungsforschung, dem Scholarship of Teaching and Learning (SoTL) und dem Ansatz Design-based Research (DBR) stattfinden. SoTL zielt im Anschluss an Ludwig Huber darauf ab, dass Fachwissenschaftler aller Disziplinen ihre eigene Lehre sowie Zusammenhänge zwischen Forschung, Lehre und Studieren beforschen, reflektieren und theoretisieren, um daraus Schlüsse für die Weiterentwicklung von Hochschullehre, der Hochschuldidaktik und der pädagogischen Hochschulentwicklung im Allgemeinen zu ziehen. Demgegenüber stellt DBR eine Forschungsperspektive in den Bildungswissenschaften und der Erziehungswissenschaft dar, nach der in iterativen Schritten und durch verschiedenartige didaktische Interventionen Lösungen für Problemstellungen in der Lehre entwickelt und in actu getestet werden. Am Ende eines DBR-Projekts können beispielsweise theorie- und/oder empiriebasiert inhaltliche, methodische oder konzeptionelle Veränderungen in der Lehre umgesetzt werden.

## Historische Entwicklung des Wissenschaftsdidaktik-Verständnisses
Eine wissenschaftsdidaktische Auseinandersetzung hat verschiedene historische Vorläufe, wie z. B. die Hodegetik. Unter Hodegetik wird die Lehre von der Anleitung zum Universitätsstudium und Universitätsleben verstanden.
Darüber hinaus wurde bereits von Hartmut von Hentig in seinem Text Das Lehren der Wissenschaft darauf hingewiesen, dass Wissenschaft im Prozess der Erkenntnisgewinnung stets auch auf verschiedene weitere Aspekte angewiesen ist:
1. Erkenntnis wird zu Wissenschaft durch Mitteilung.
2. Ob die Mitteilung gelingt, hängt von der Verständlichkeit ab
3. Wissenschaft ist standpunktabhängig: „Gewißheit heißt in der Wissenschaft nicht: für die Ewigkeit, sondern für alle, die heute daran zweifeln könnten.“[14]
4. Erkenntnisbildung in der Wissenschaft steht in einem gewissen Zusammenhang und sucht potentiell Vollständigkeit.
5. Sie ist arbeitsteilig organisiert und ist gekennzeichnet durch gewisse Formen von Spezialisierung.
6. Wissen sollte  „im rechten Augenblick der rechten Person verfügbar“[14] sein.
7. Wissenschaft lebt von ihrer Unabschließbarkeit und Kontinuität.

## Einrichtungen
An einer Weiterentwicklung wissenschaftsdidaktischer Forschung sind verschiedene Einrichtungen beteiligt:
- Hamburger Zentrum für Universitäres Lehren und Lernen (HUL) an der Universität Hamburg: Das HUL fördert die wissenschaftliche Auseinandersetzung mit der eigenen Lehre im Rahmen von SoTL und fördert Design-based Research-Projekte u. a. im Masterstudiengang Higher Education (MHE) und zur Weiterentwicklung der Hochschullehre.[18]
- Zentrum für Wissenschaftsdidaktik (ZfW) an der Ruhr-Universität Bochum: Nach Eigenaussage ist das ZfW in drei Arbeitsbereichen unterwegs: Hochschuldidaktik, Medien- und Schreibdidaktik. Diese Bereiche werden als Teilgebiete der Didaktik im wissenschaftlichen Kontext betrachtet und es sollen auch die fachspezifischen Besonderheiten beachtet, unterstützt und gefördert werden.[19]